# Majestas Domini

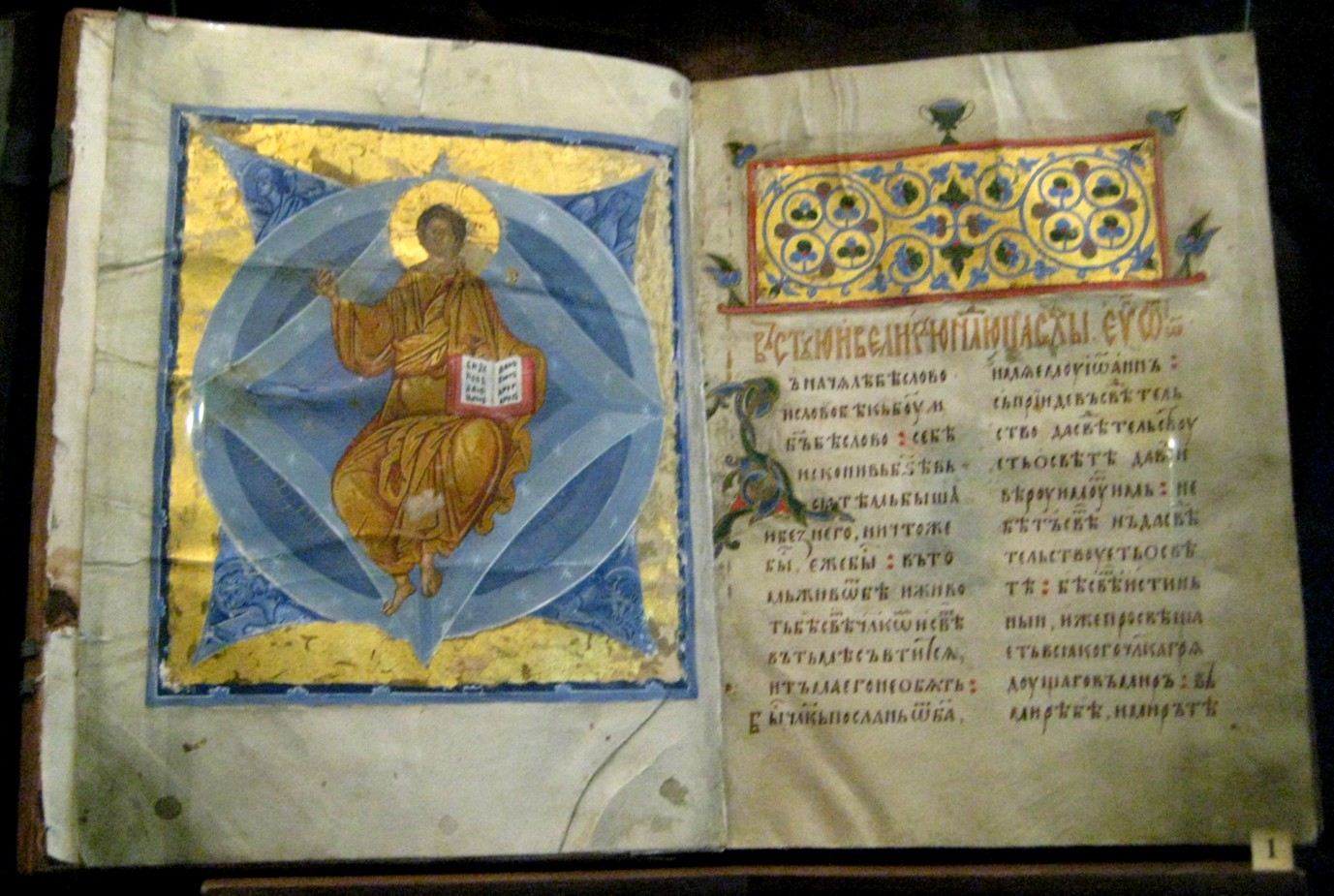
Majestas Domini, Evangeliarium van het Andronikov klooster in Moskou), 15e eeuw

De Majestas Domini of Christus in majesteit is een bekend thema uit de christelijke iconografie. Het is een voorstelling van Christus die haar wortels heeft in de Eschatologie. Het stelt de glorierijke verrezen Christus voor, die terugkeert op het einde der tijden, in een wolk van licht. Christus wordt dikwijls voorgesteld in een mandorla, gezeten op een regenboog, een wolk, een bol die de kosmos of de wereld voorstelt, of op een troon met de wereld aan zijn voeten, en een boek of boekrol in zijn hand, al of niet omgeven door andere figuren.

## Oorsprong
Na het eerste Concilie van Nicea in 325, dat bedoeld was om een dam op te werpen tegen het Arianisme, en waar het dogma van de Drie-eenheid en de goddelijkheid van Christus werd bevestigd, krijgt het beeld van Christus in de Majestas Domini zijn theologische grondslag. Afbeeldingen werden in de vroege christenheid immers gebruikt om theologische concepten en dogma’s te illustreren, er zal trouwens een paar honderd jaar later een ernstige twist over het gebruik van afbeeldingen plaatsvinden in de oosterse kerk.

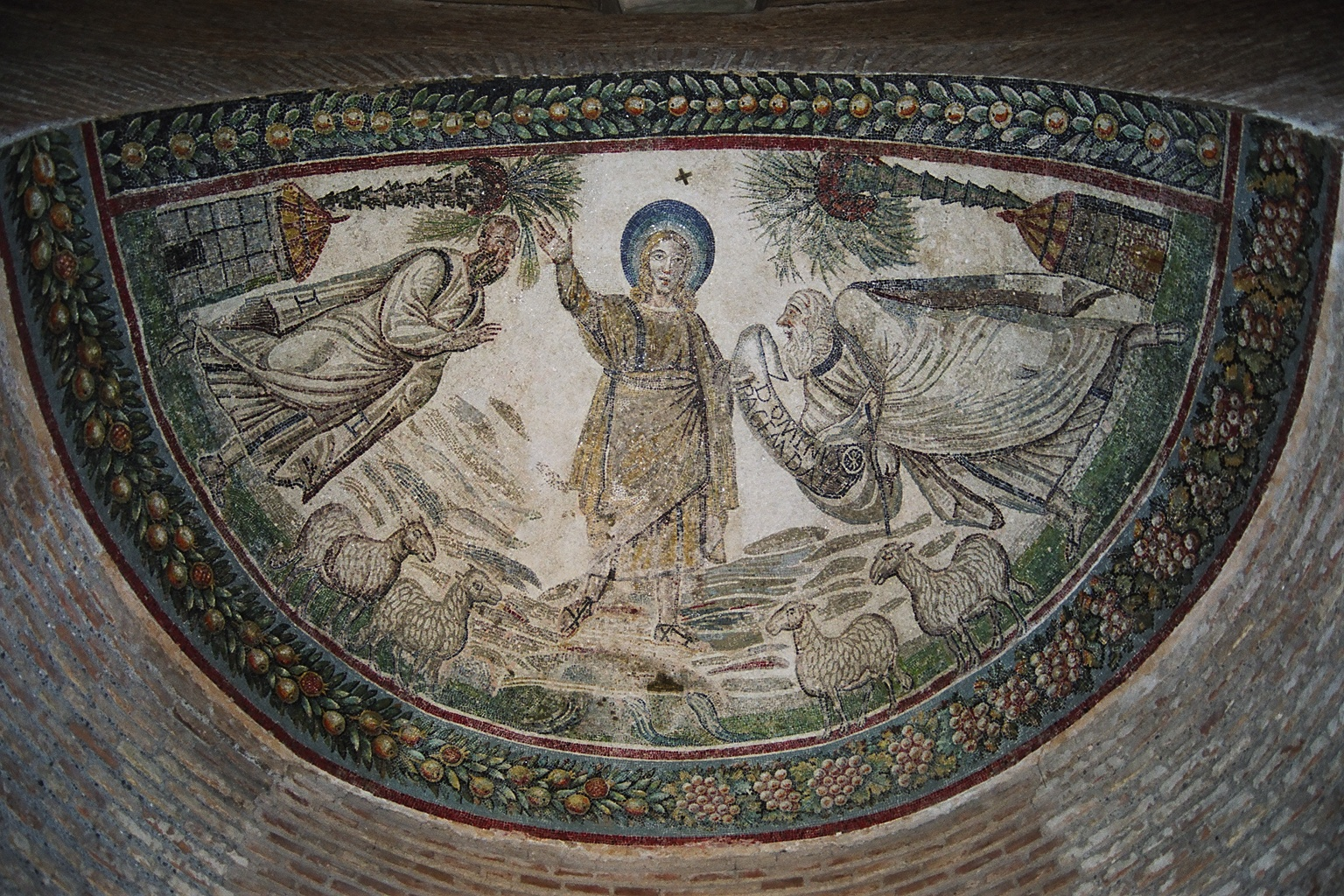
Apsis in de Santa Constanza, Rome, Traditio Legis

Op het einde van de vierde eeuw werd Christus voorgesteld zittend op een troon, dikwijls onder een baldakijn, geflankeerd door de apostelen Petrus en Paulus of door alle apostelen. Soms overhandigt Christus een boekrol aan Petrus. Dit beeld gaat terug op de afbeeldingen van de Romeinse keizers die hun decreten of bevelen overhandigen aan een dienaar. Men noemt dit soort van afbeelding de Traditio legis (overhandiging van de wet). 

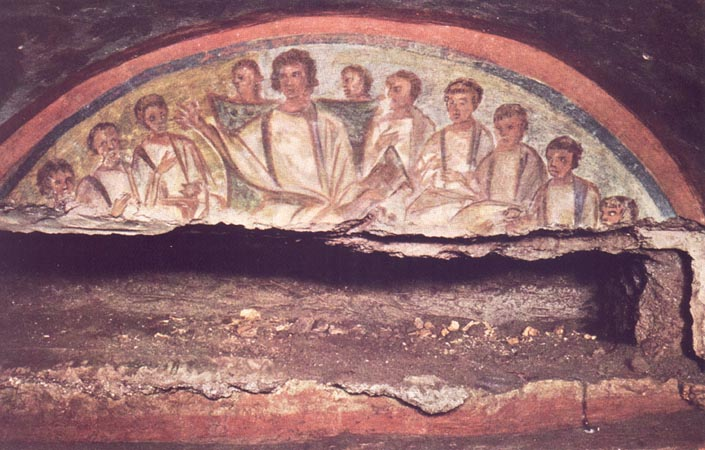
Christus tussen zijn apostelen, Arcosolium in de Domitilla-catacombe, Rome, 4e eeuw.

Een andere iconografie ontstaat uit een aantal thema’s zoals de Aurum coronarium, de afbeeldingen van Christus tussen zijn apostelen  en afbeeldingen gebaseerd op de Apocalyps zoals die van de vierentwintig ouderlingen  en de vier levende wezens die God, op zijn troon gezeten, aanbidden. Deze laatste motieven komen veelvuldig voor op mozaïeken en andere afbeeldingen uit de 5e en de 6e eeuw.

## Evolutie
De Majestas Domini wordt dus gebruikt om het beeld van Christus als goddelijke persoon te illustreren. Men zal dan ook de nimbus gebruiken, die in de christelijke kunst werd geïntroduceerd in de 2e helft van de vierde eeuw, geïmporteerd uit het verre oosten, en die oorspronkelijk alleen gebruikt werd voor God, niet voor de heiligen. In de nimbus van Christus wordt meestal een kruis afgebeeld. Ook de mandorla doet omstreeks die tijd zijn intrede in de kunst en ook de mandorla kwam uit het oosten en had als functie de goddelijkheid van een personage duidelijk te maken. Christus is dikwijls omringd met de afbeelding van de vier levende wezens, de adelaar, de gevleugelde leeuw, de gevleugelde os en een gevleugelde menselijke figuur. Later zullen deze vier wezens de symbolen worden van de vier evangelisten, in dezelfde volgorde Johannes, Marcus, Lucas en Mattheüs. In de mandorla vindt men dikwijls de Griekse letters α (alpha, de eerste letter van het alfabet) en de  ω (omega, de laatste letter), om aan te duiden dat Christus het begin en het einde is van alle dingen, symboliek die weerom gebaseerd is op de Apocalyps. De oudst bekende afbeelding die op een Majestas Domini lijkt, is een mozaïek in de apsis van de Hosios David kapel van het klooster van Thessaloniki, die het visioen van Ezechiël voorstelt (eigenlijk een hemelvaart) en wordt gedateerd tussen de late 5e en de vroege 6e eeuw. In het westen zal de Majestas Domini aan zijn opmars beginnen met de Karolingische renaissance zowel in de sculptuur als in de boekverluchting, in de glasramen, de fresco’s en de goudsmeedkunst

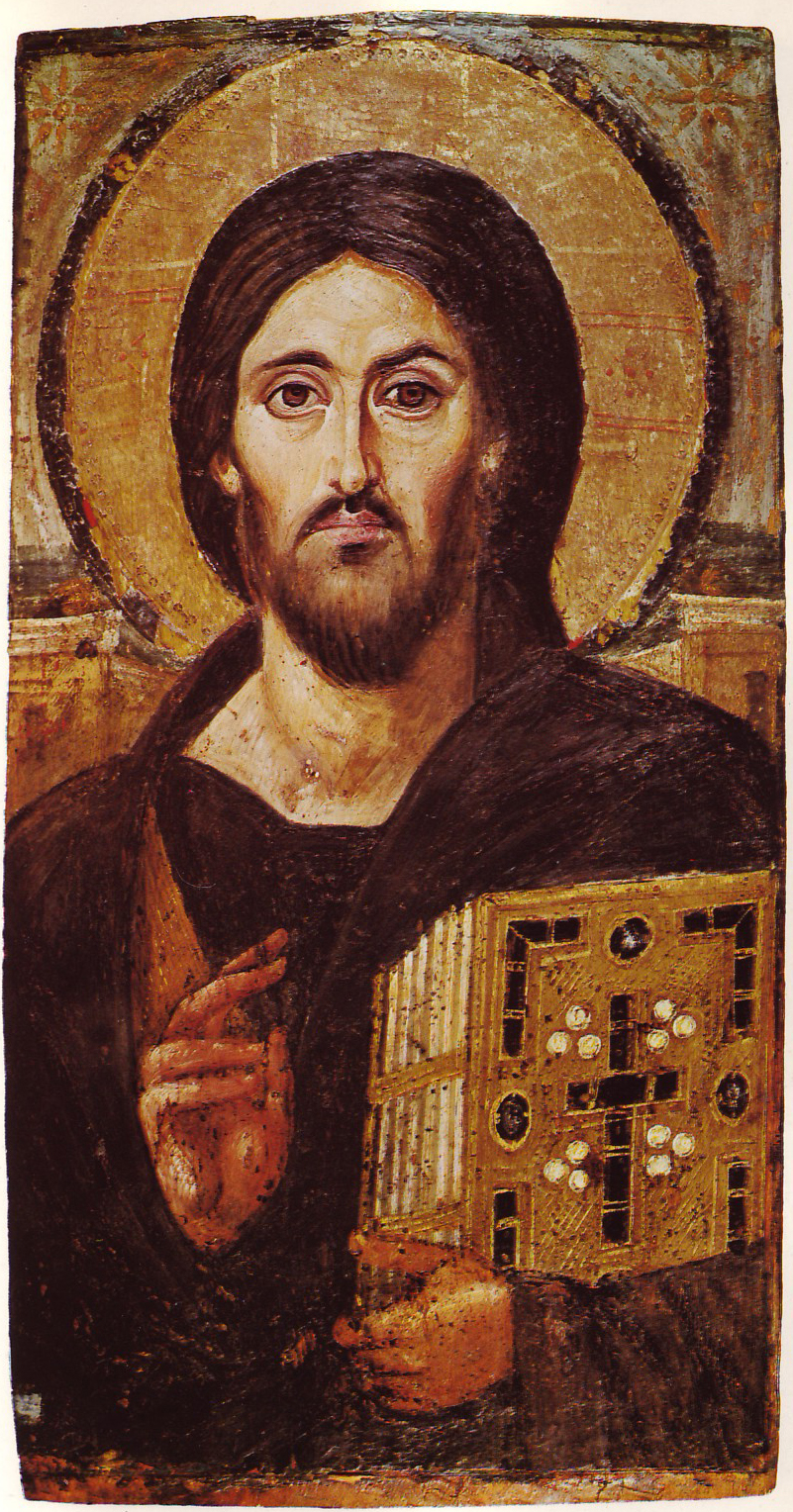
Icoon van het Katharinaklooster in de Sinaïwoestijn, 6e eeuw.

In de oosterse kerk zal zich het beeld van de Christus als Pantocrator ontwikkelen. De eerste voorbeelden van de Pantocrator kan men vinden op Byzantijnse munten geslagen door keizer Justinianus de Grote. De keizer zag zichzelf als de vicaris van Christus en de macht van de albeheerser Christus straalt op die manier af op zijn wereldlijke vervanger, de Keizer. Hij laat zich dan ook kosmocrator (albehoeder) noemen. De afbeelding van de gebaarde, imperieus kijkende strenge Christus sluit trouwens aan bij de beelden die de keizers van zichzelf lieten maken.

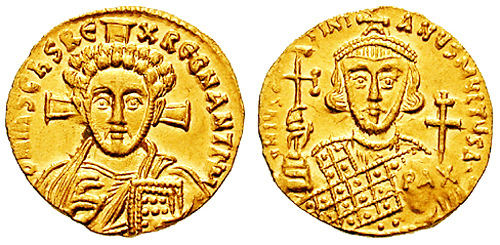
Solidus van Justinianus II met Pantocrator

Op iconen wordt het thema van de pantocrator pas populair vanaf de middeleeuwen, de voorstelling is dan meestal in buste. Meestal maakt Christus met de rechterhand een zegenend gebaar en houdt hij met zijn linkerhand een codex vast. In de monumentale schilderkunst en in de mozaïeken komt het thema al vroeger aan bod.
In het westen zal de iconografie zoals hoger beschreven en die we terug vinden vanaf de Karolingische periode, tot de late middeleeuwen in gebruik blijven, weliswaar aangepast aan de stijl van de periode waarin de werken tot stand komen. Ook in de voorplatten van vroege handschriften in gouddrijfwerk of ivoorsnijwerk vinden we deze afbeelding regelmatig terug. Het thema keert ook regelmatig terug in de apsis van de romaanse kerken en in het timpaan van het portaal.

## Christus als de ultieme rechter
Een variante op de Christus in majesteit is de voorstelling van Christus als rechter bij het laatste oordeel. In dergelijke afbeeldingen worden aan de linkerzijde (aan de rechterhand van Christus), de rechtvaardigen afgebeeld die uit het graf zijn opgestaan en hun beloning in de hemel krijgen. Aan zijn linkerzijde zien we de verdoemden die door de duivels worden meegesleurd naar de hel. Heel dikwijls wordt Christus afgebeeld met een zwaard en een lelie aan zijn lippen, het zwaard van de gerechtigheid en de lelie van het mededogen.

## Galerij
In de galerij is een aantal voorbeelden van de Majestas Domini en van de Pantocrator opgenomen, in de mate van het mogelijke afkomstig van verschillende stijlperiodes.

### Miniaturen

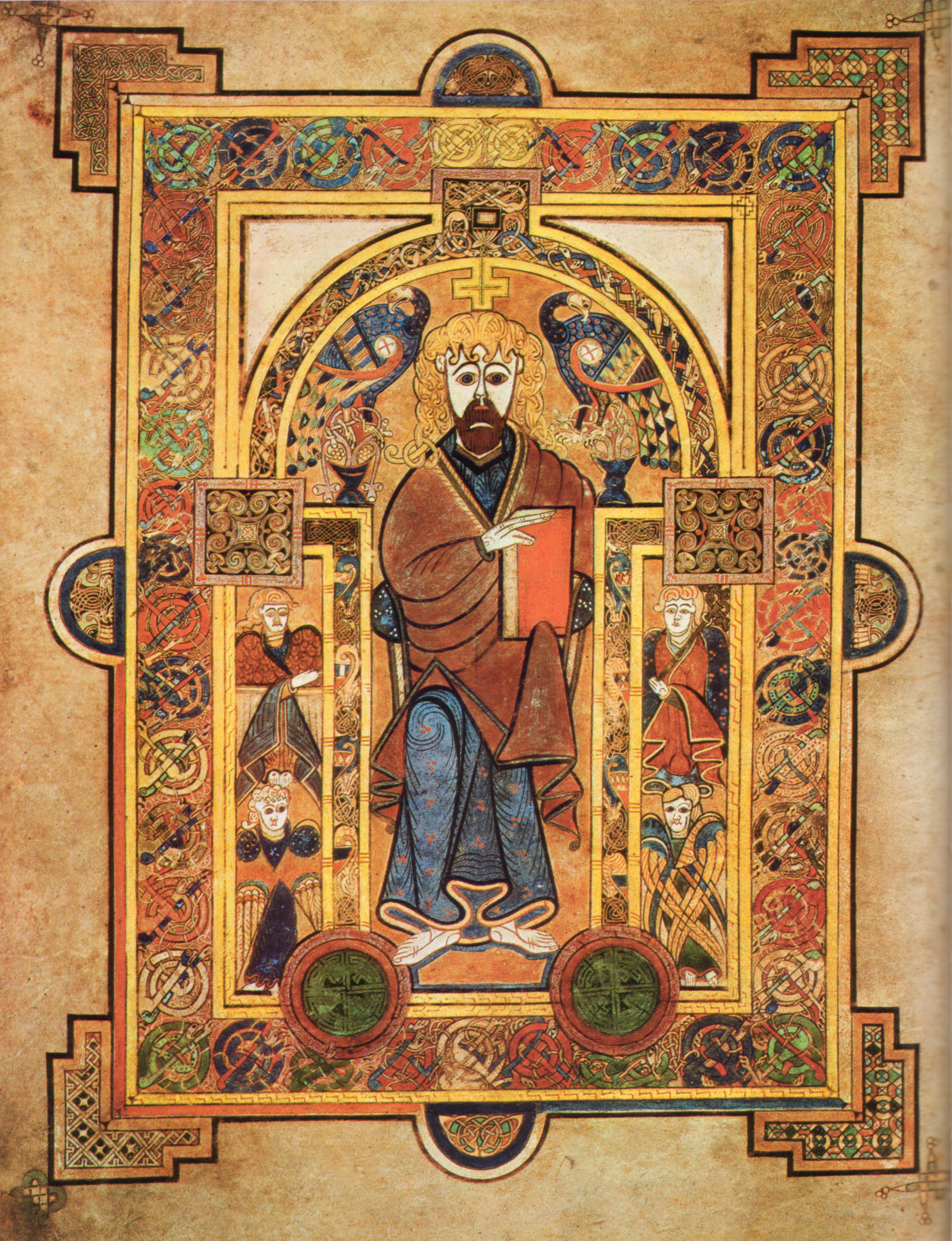
Insulaire kunst, ca. 800, Book of Kells
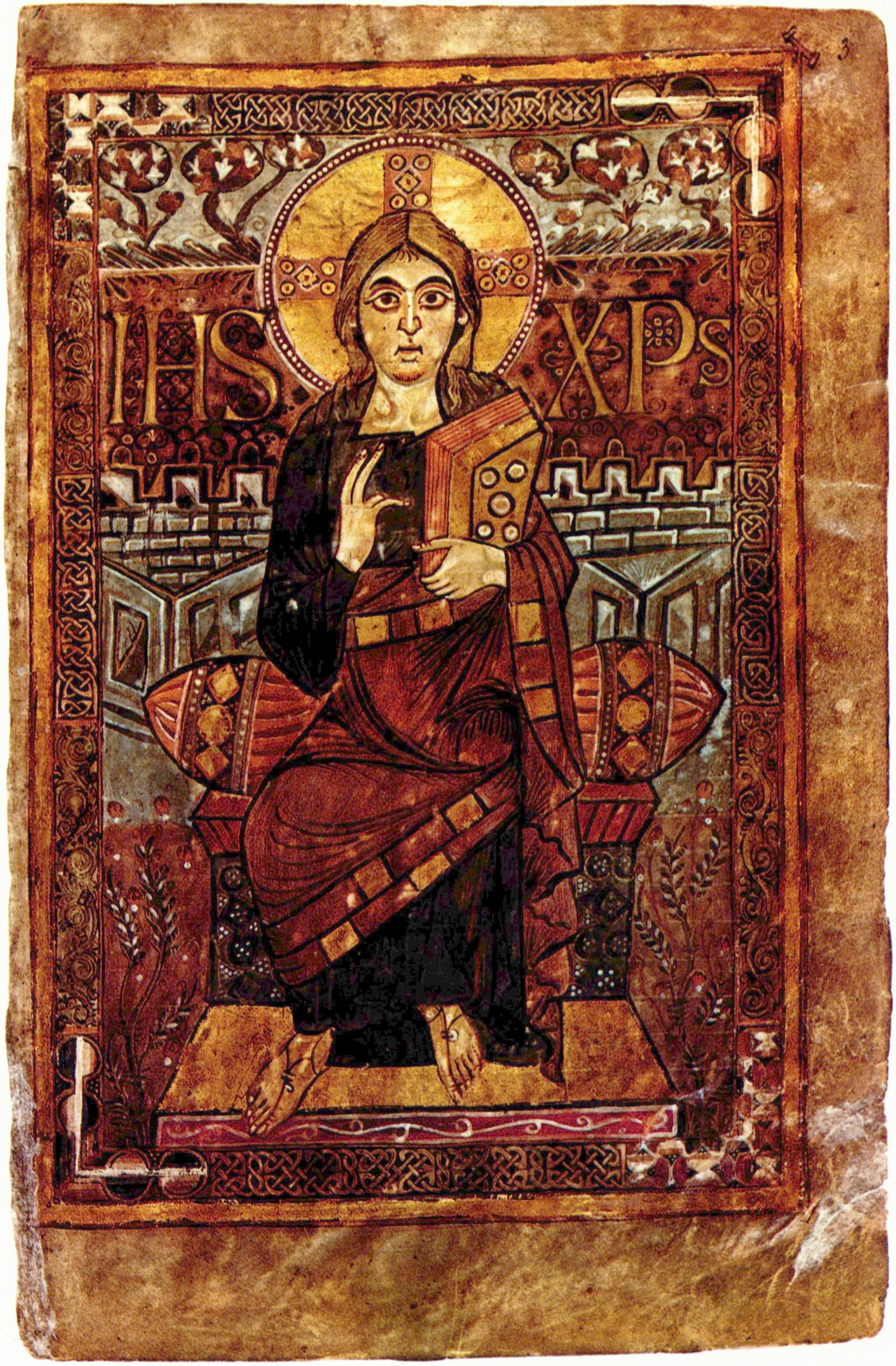
Karolingisch, 781-783, Godeschalk Evangeliarium
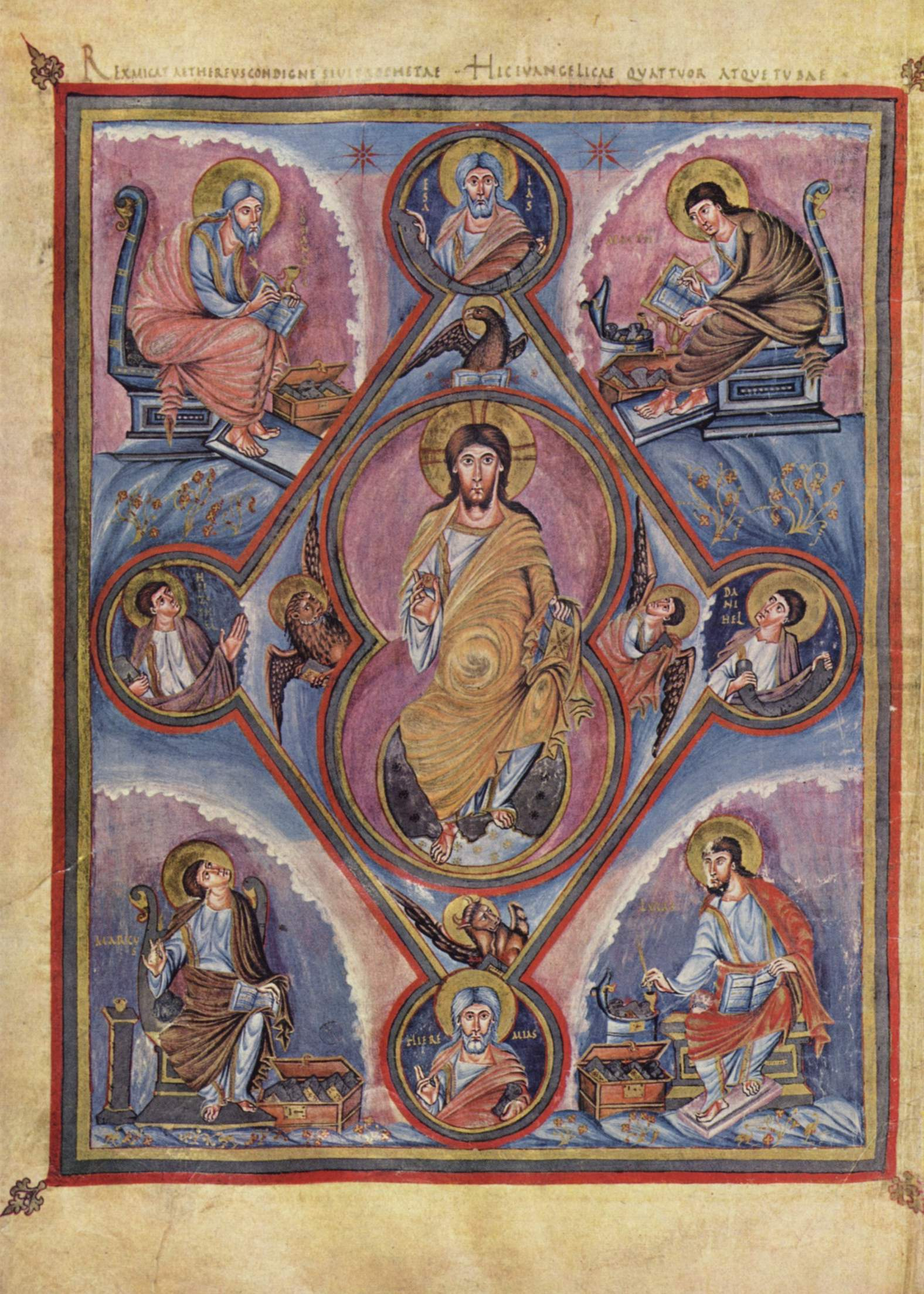
Karolingisch, ca. 850
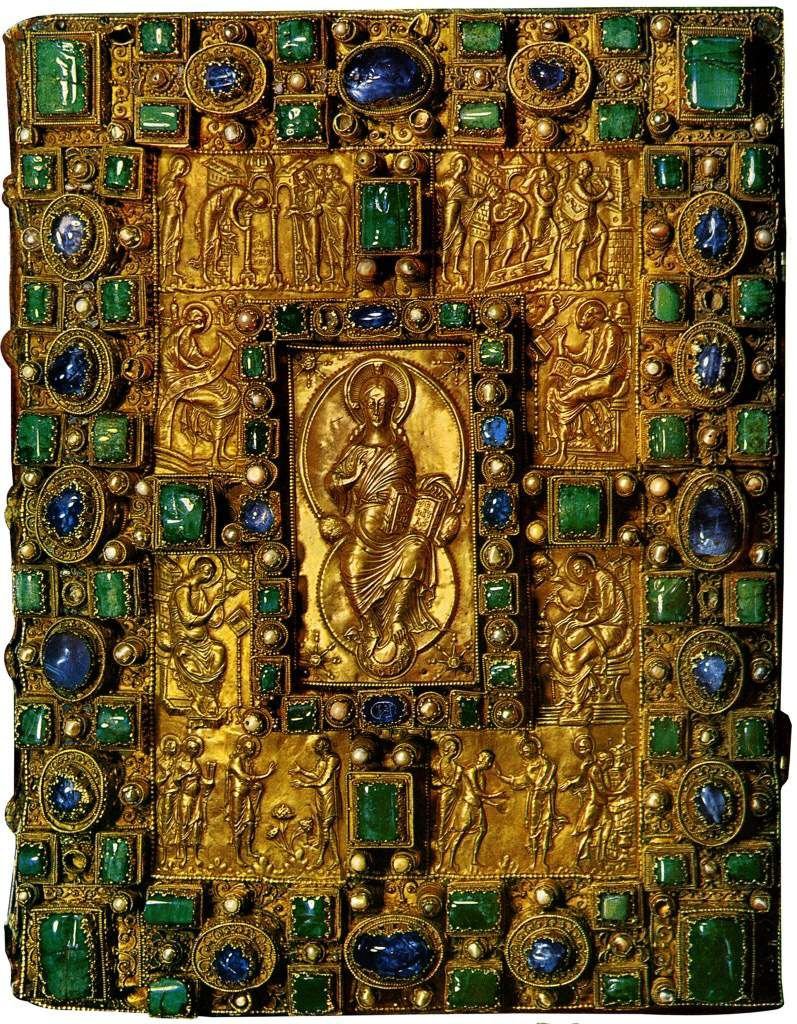
Karolingisch, 870, Codex aureus van St. Emmeram
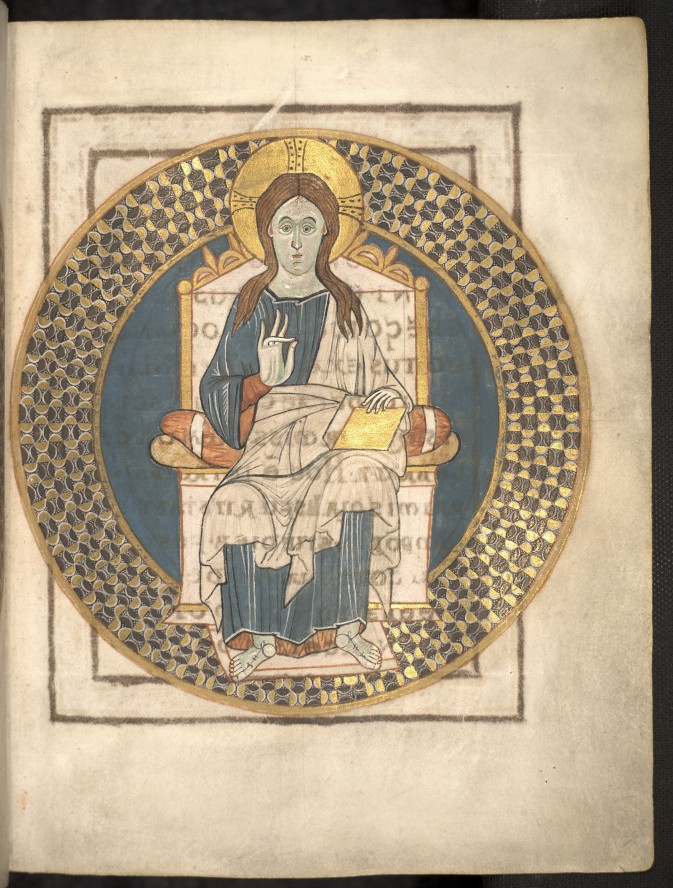
Ottoonse stijl, 960-980, Petershausen Sakramentar
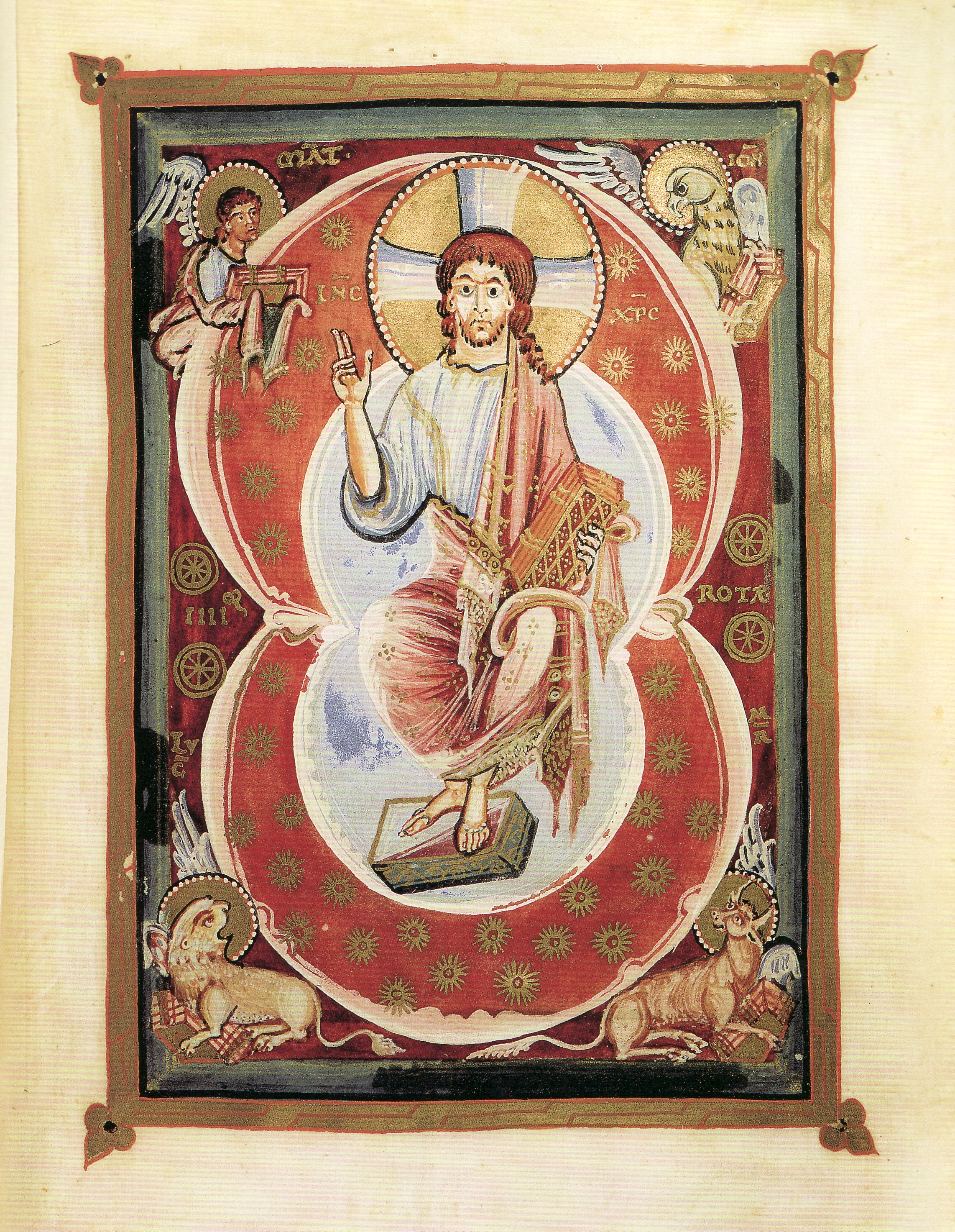
Ottoonse stijl, 1000-1040, Hitda-codex
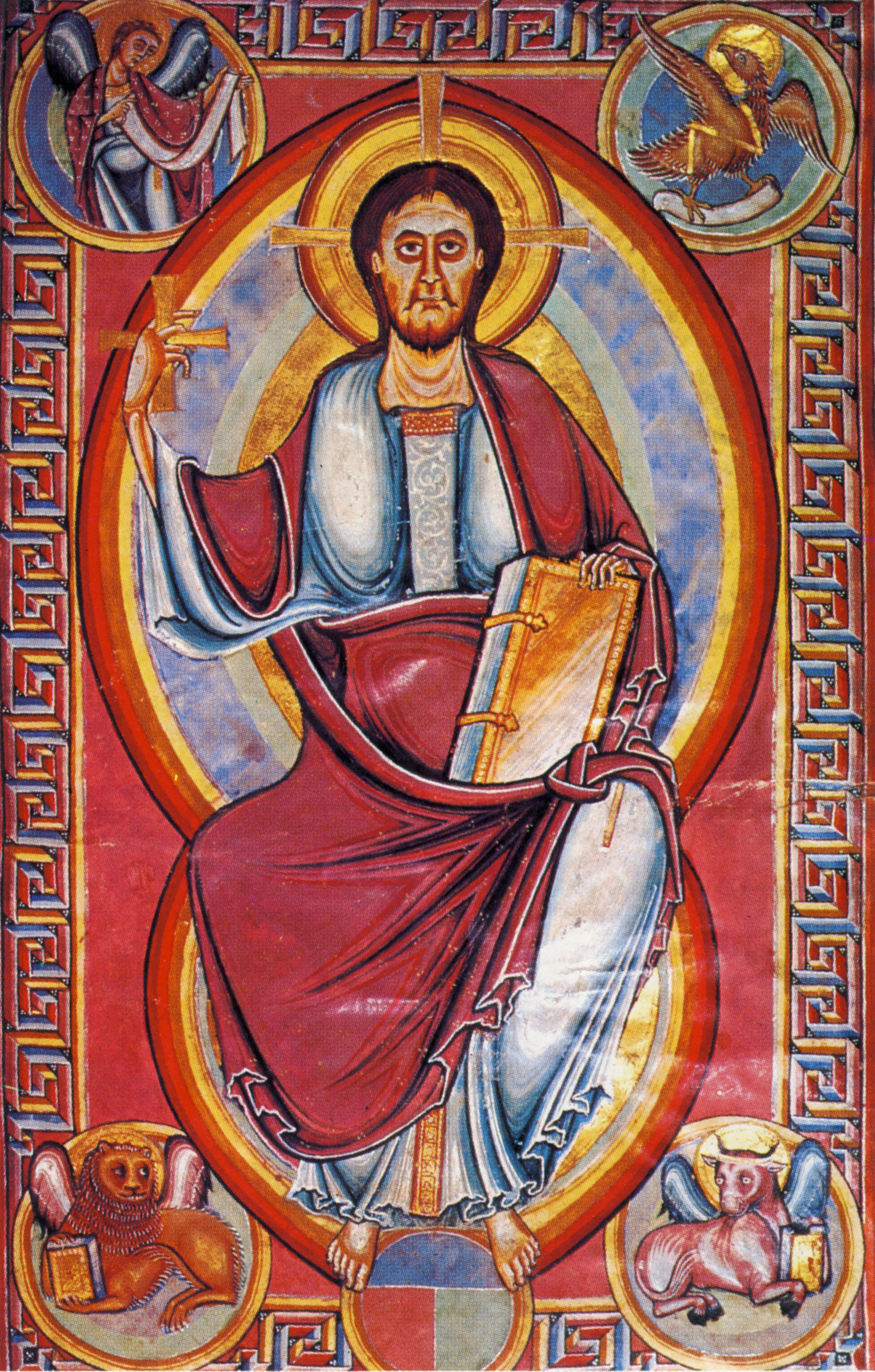
Romaans, 1093-1097, Stavelot Bijbel
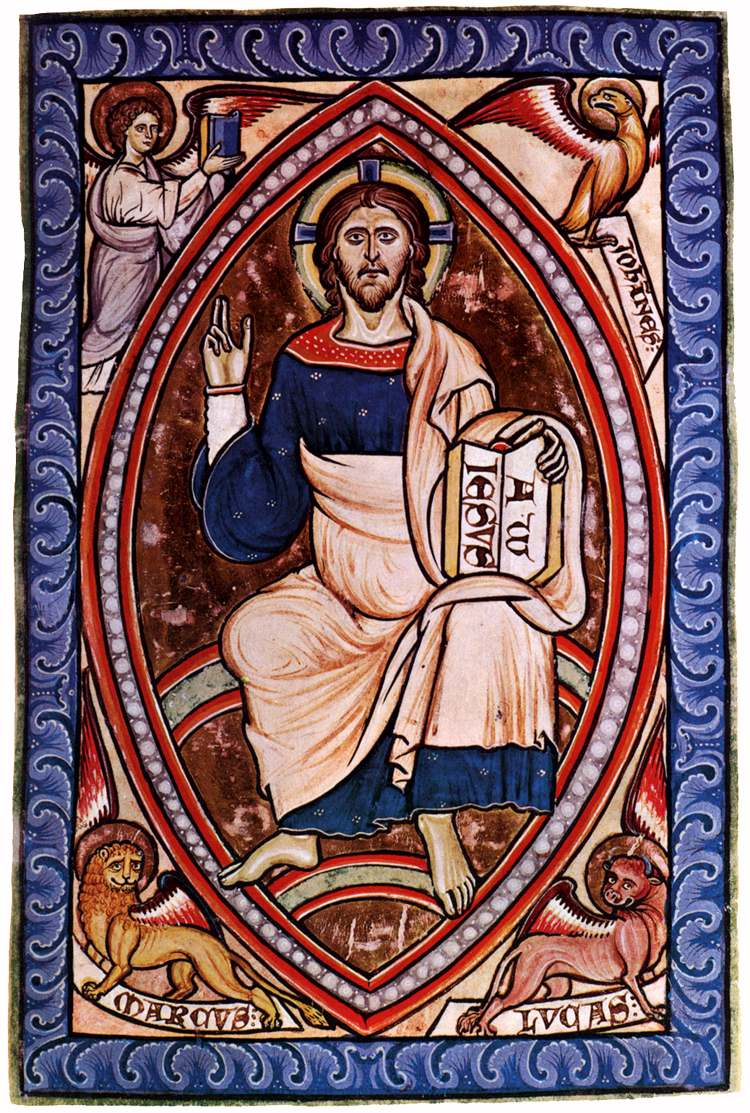
Romaans 12e eeuw
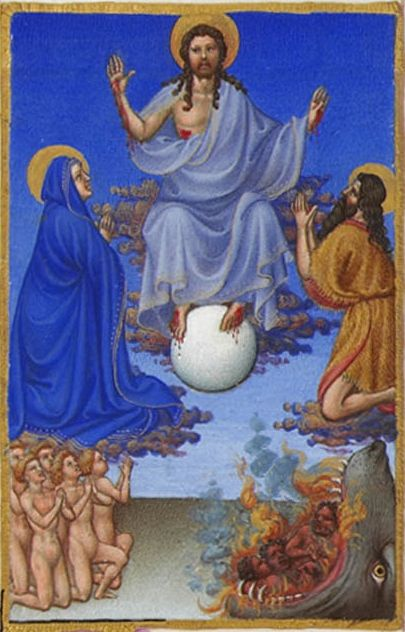
Gotiek, ca. 1415, Très Riches Heures du Duc de Berry
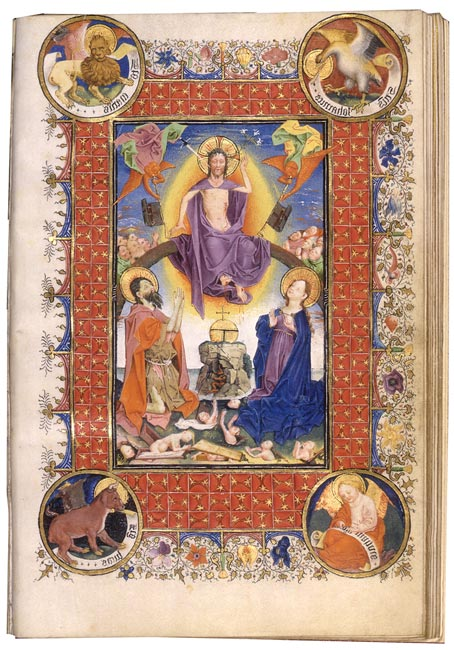
Gotiek, 1440, Getijdenboek van de meester van Catharina van Kleef

### Fresco’s

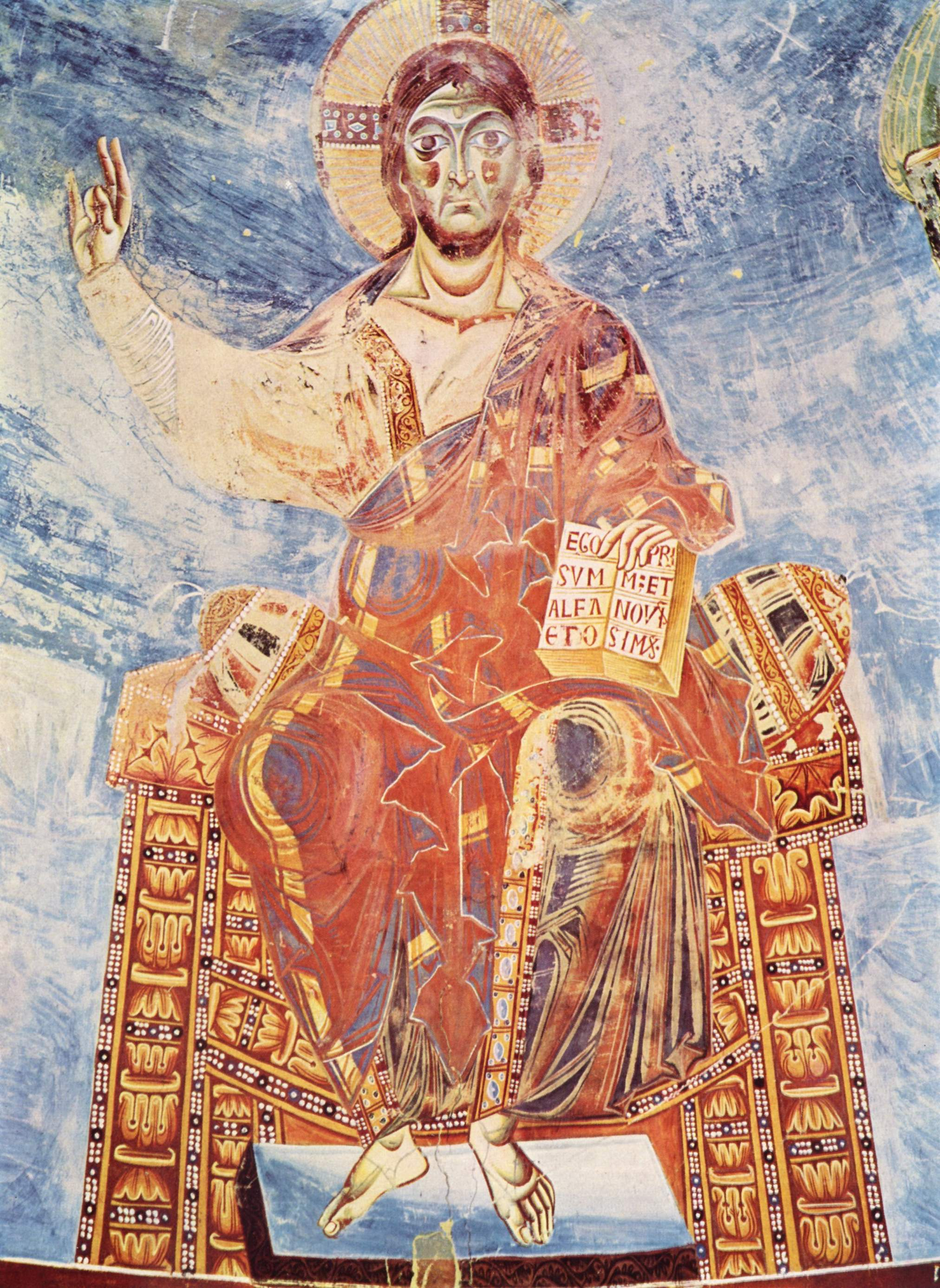
Fresco, ca. 1000, Sant’Angelo in Formis, Capua - Campania
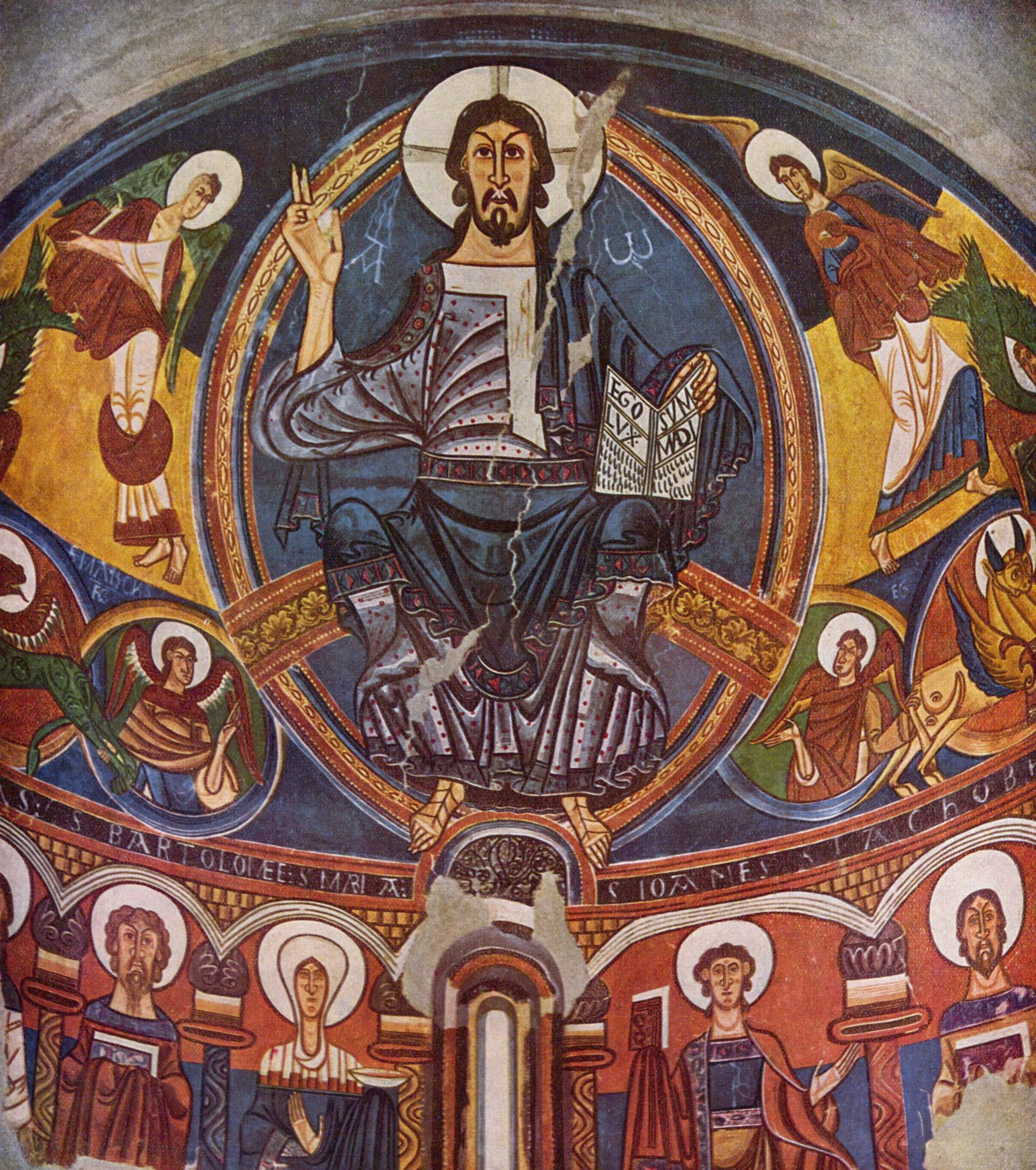
Fresco uit de apsis van de San Clemente in Tahull, ca. 1123
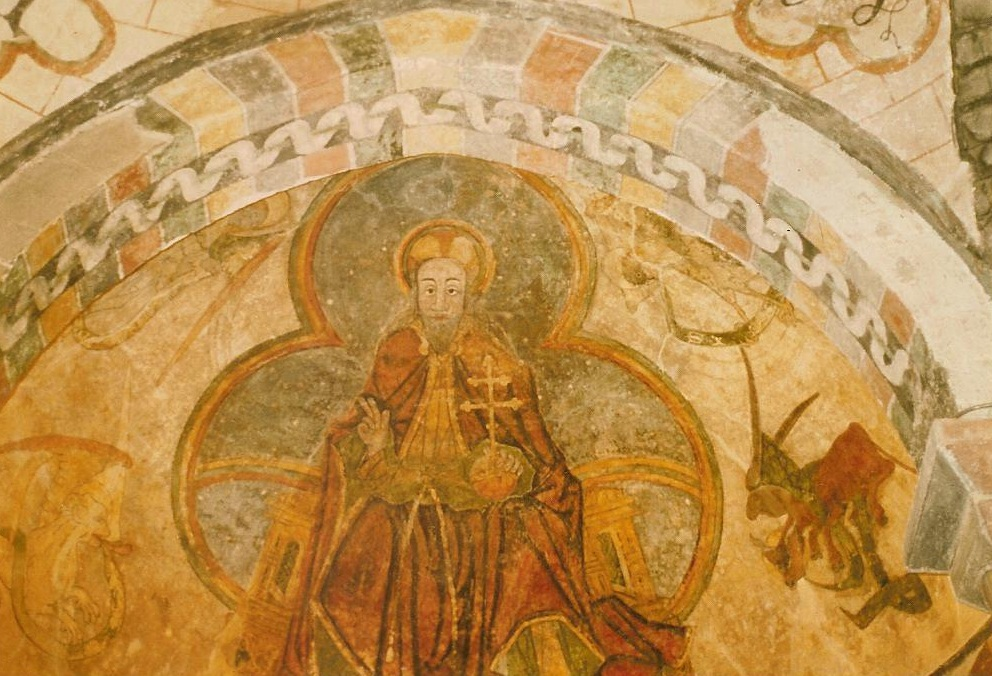
Fresco , 13e eeuw, Kerk van St. Martin, Jaleyrac - Auvergne
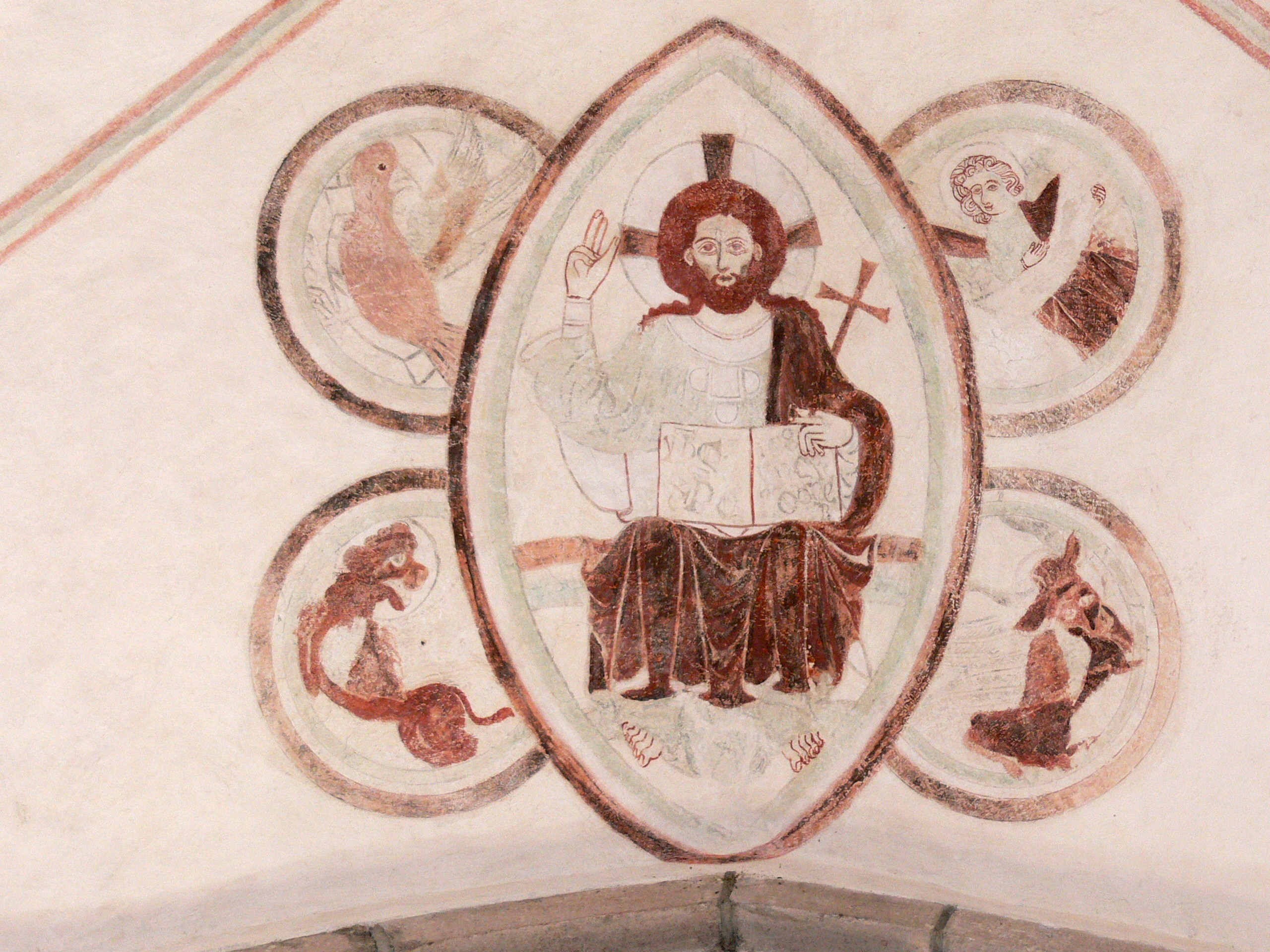
Fresco, 14e eeuw, Grötlingbo – Gotland

### Mozaïeken

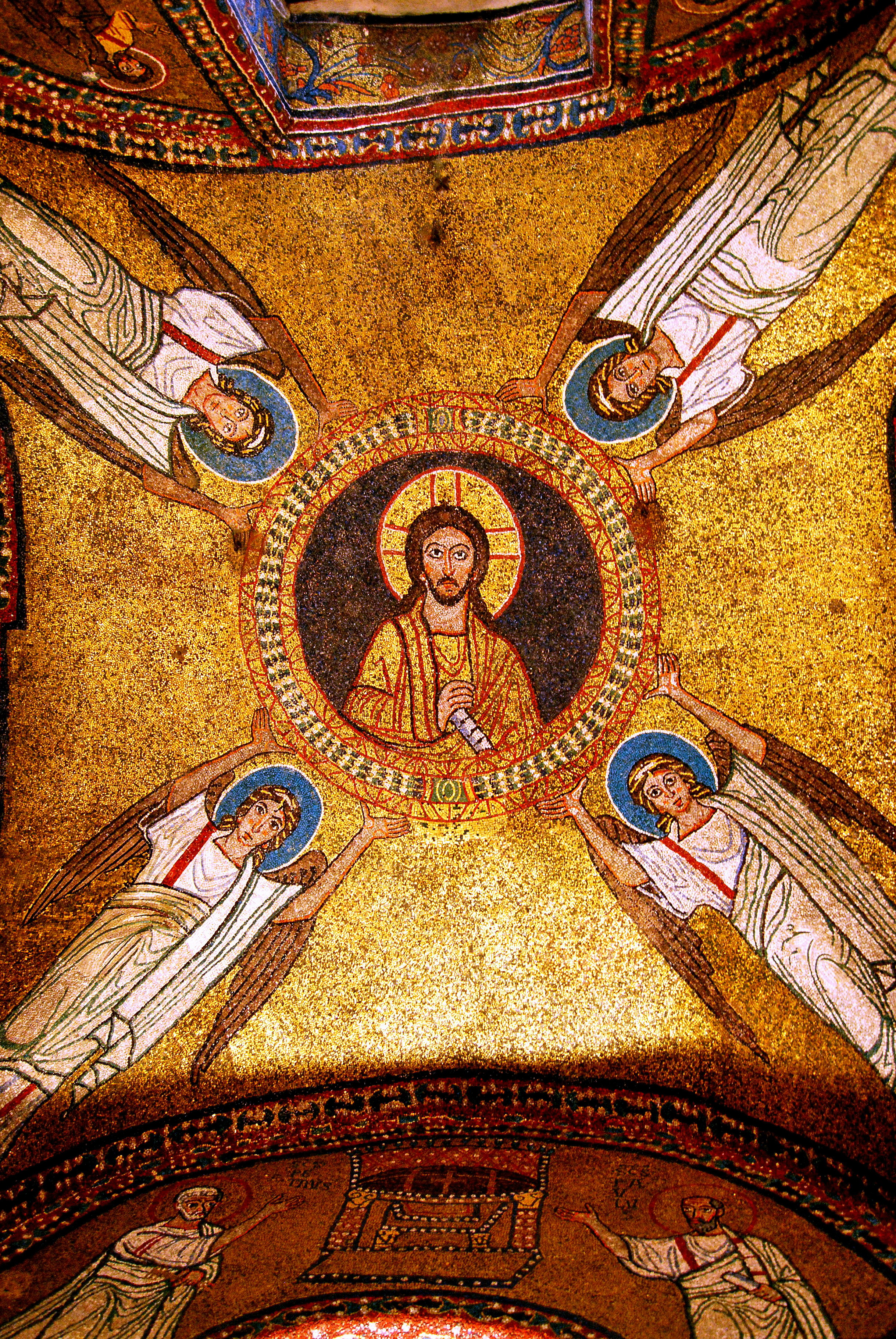
Mozaïek, 9e eeuw, Kapel van San Zenone in de basiliek van Santa Prassede in Rome
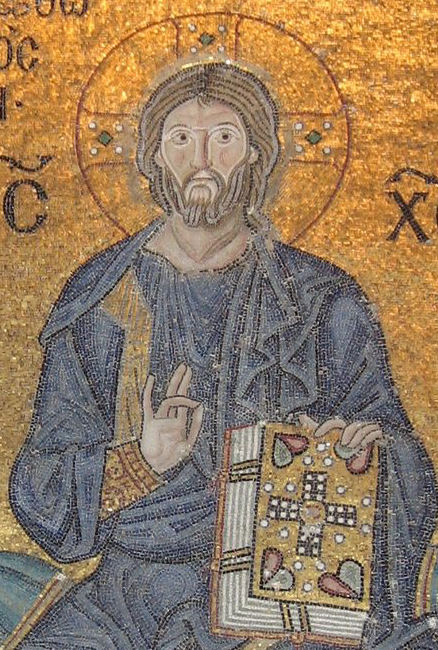
Mozaïek, 1028-1042, Hagia Sophia, Istanbul
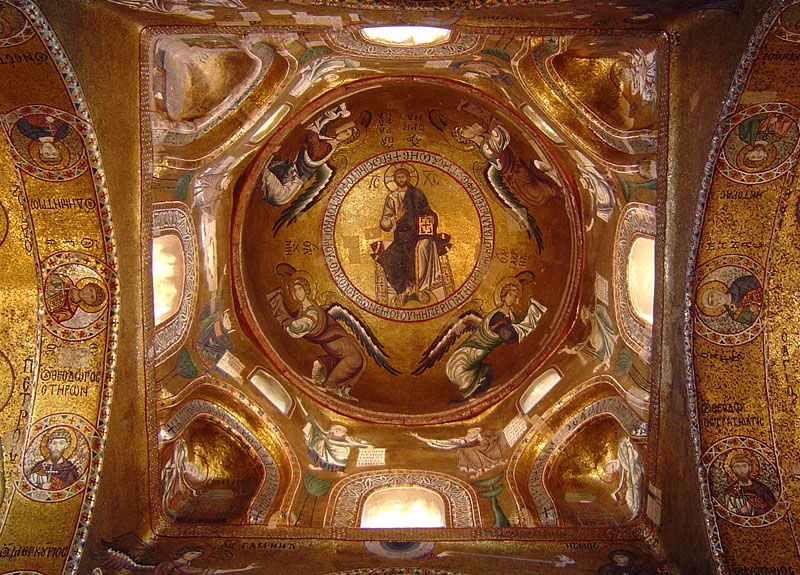
Mozaïek, 12e eeuw, Koepel van de kerk La Martorana, Palermo, Sicilië
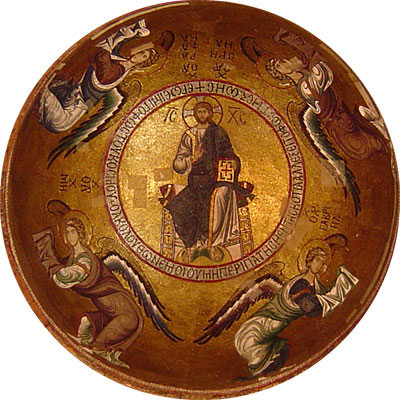
Mozaïek, 12e eeuw, Detail van de koepel van de kerk La Martorana, Palermo, Sicilië
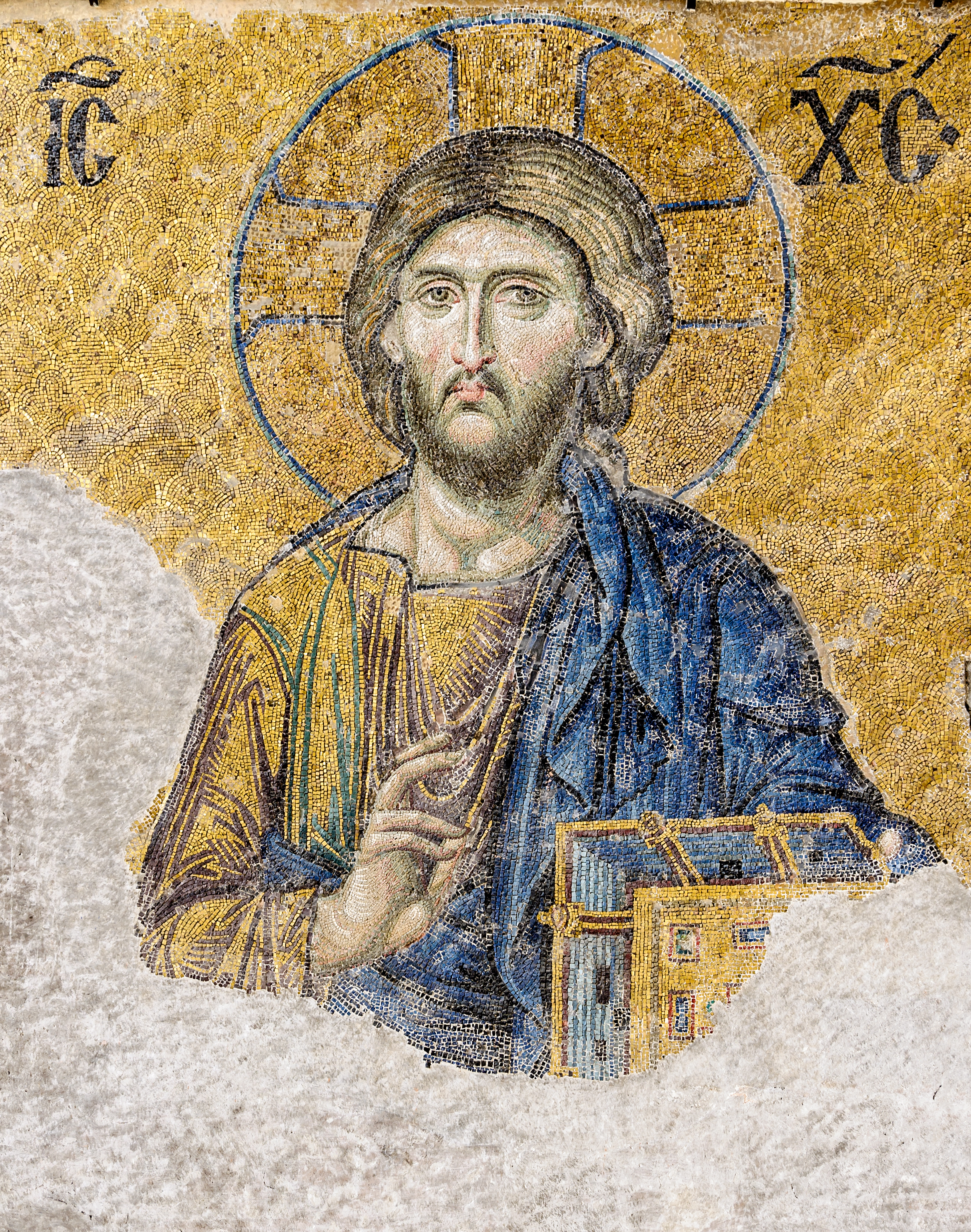
Mozaïek, 1280, Hagia Sofia, Istanbul, Pantocrator, detail van de Deësis
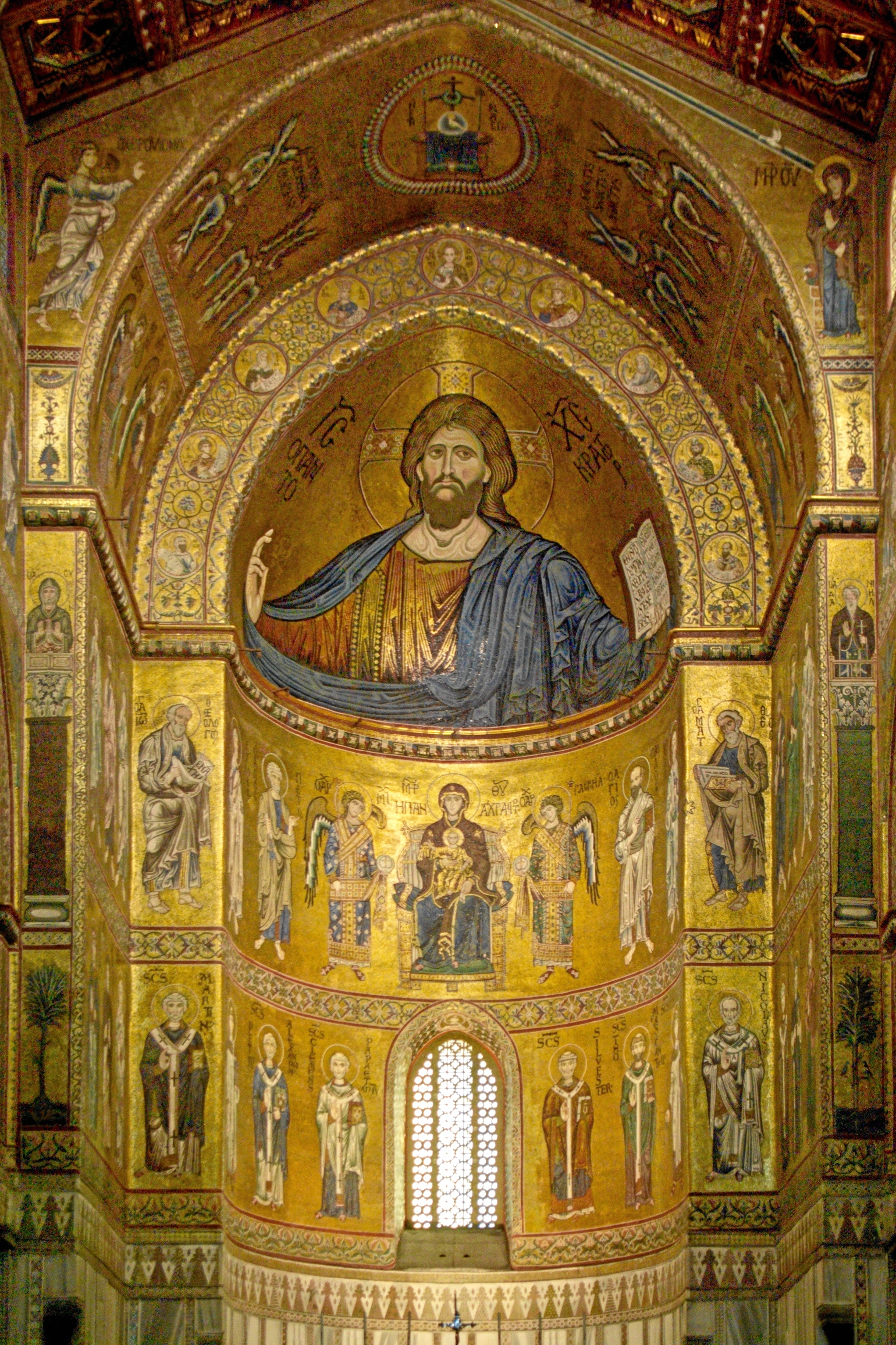
Mozaïek, 12e – 13e eeuw, Kathedraal van Monreale, Palermo, Sicilië
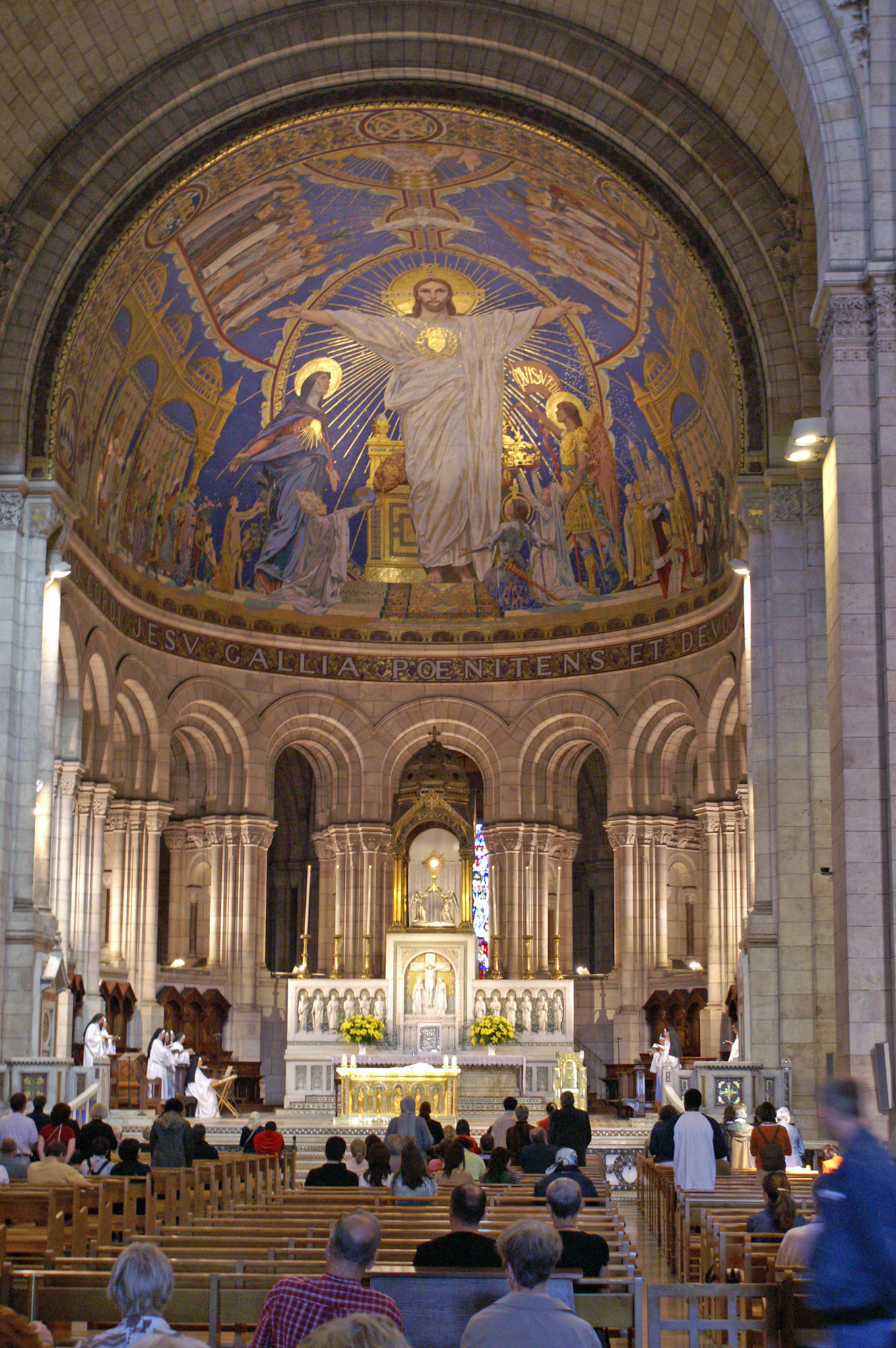
Christus in majesteit (21e eeuw) in de Parijse Basilique du Sacré-Cœur

### Schilderijen en iconen

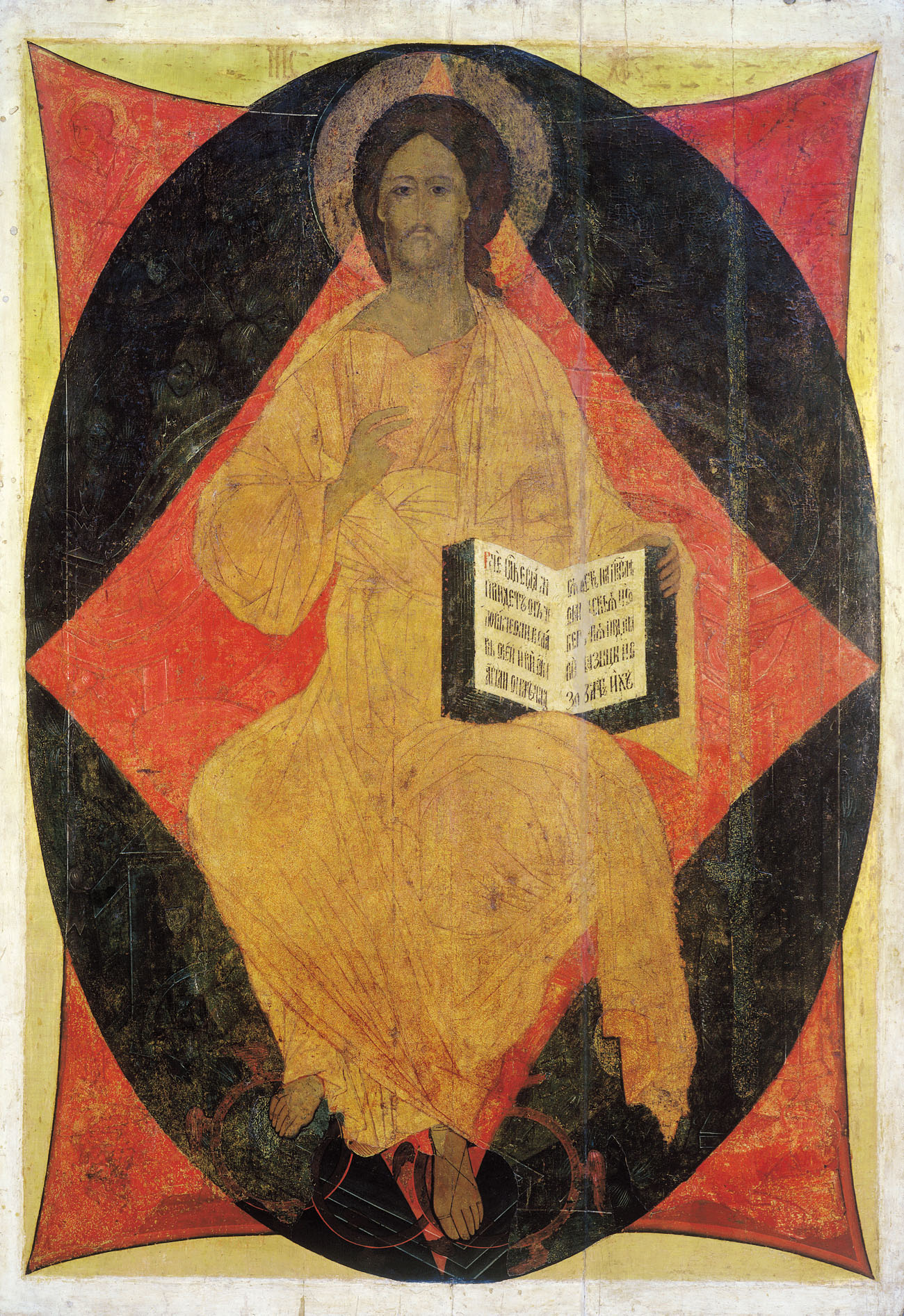
Andrej Roebljov, Icoon, 1408
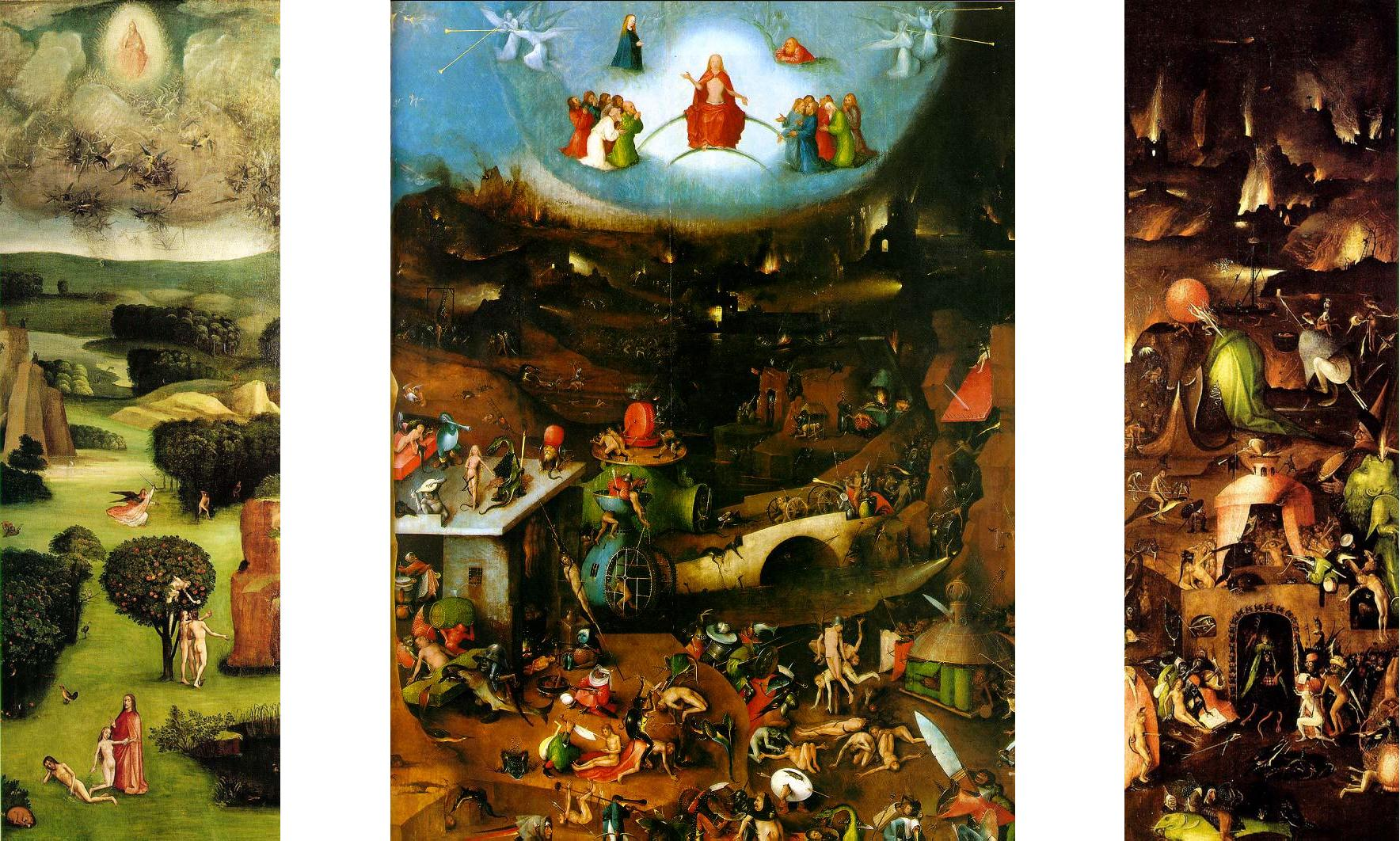
Schilderij,  ca. 1482, Laatste Oordeel-drieluik, Jheronimus Bosch

### Sculpturen

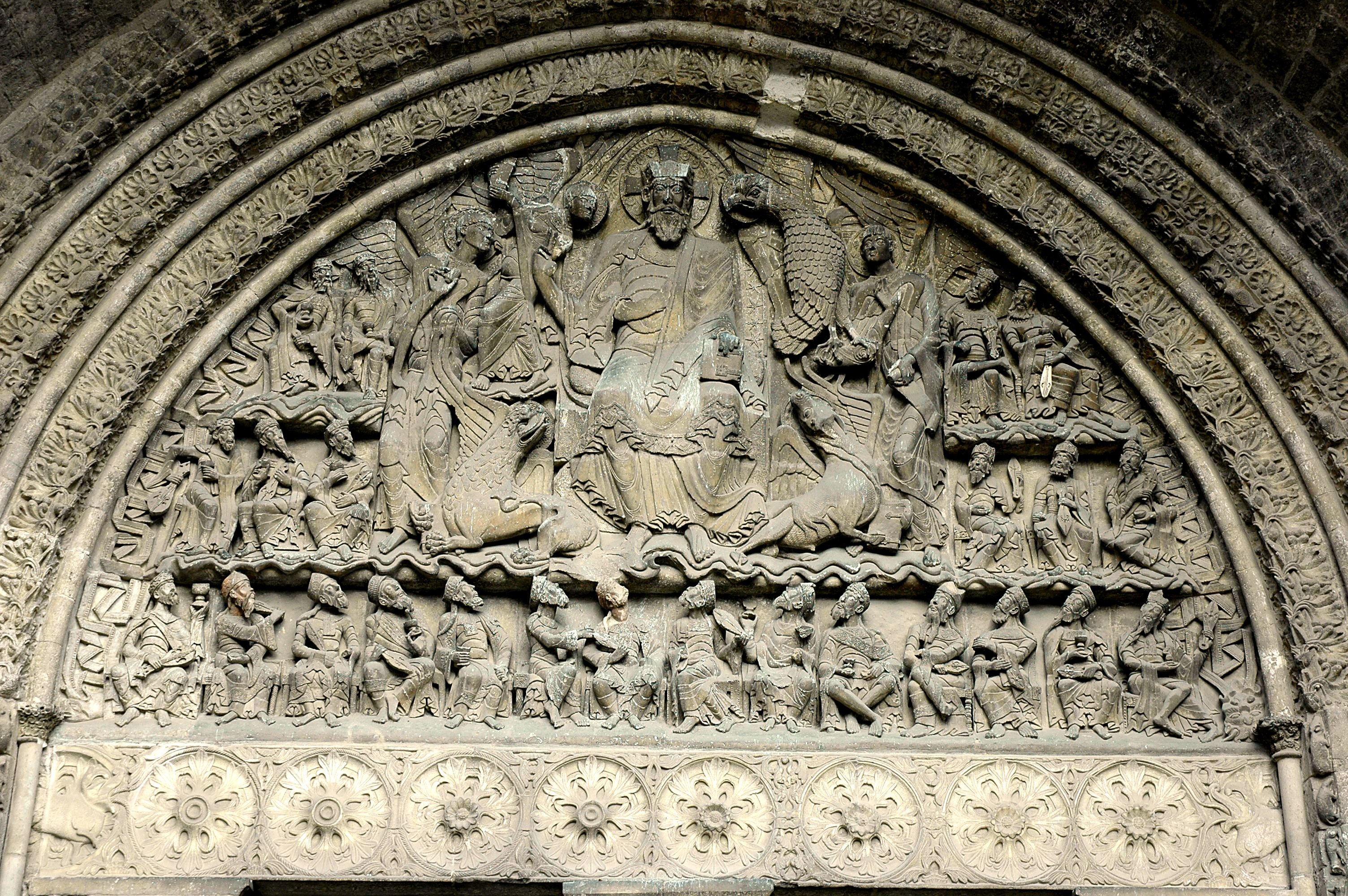
Zuidportaal van de abdijkerk van St. Pierre, Moissac,  1110-1120, Christus met de vier levende wezens en de 24 ouderlingen
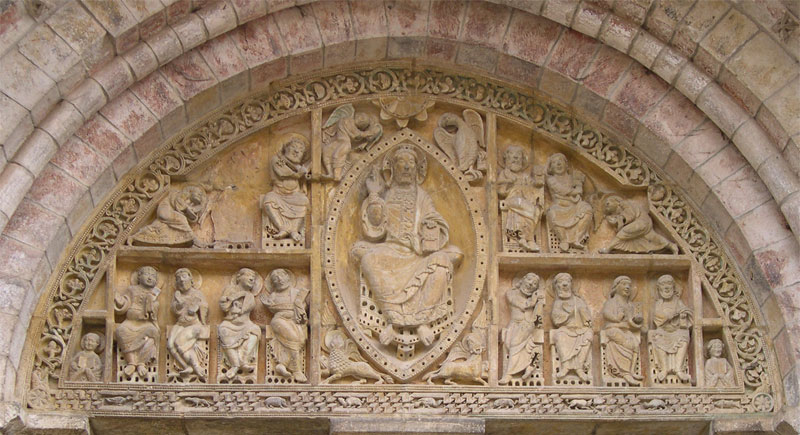
Timpaan van St. Pierre in Carennac, 1130-1140, Christus met de vier levende wezens en de 24 ouderlingen
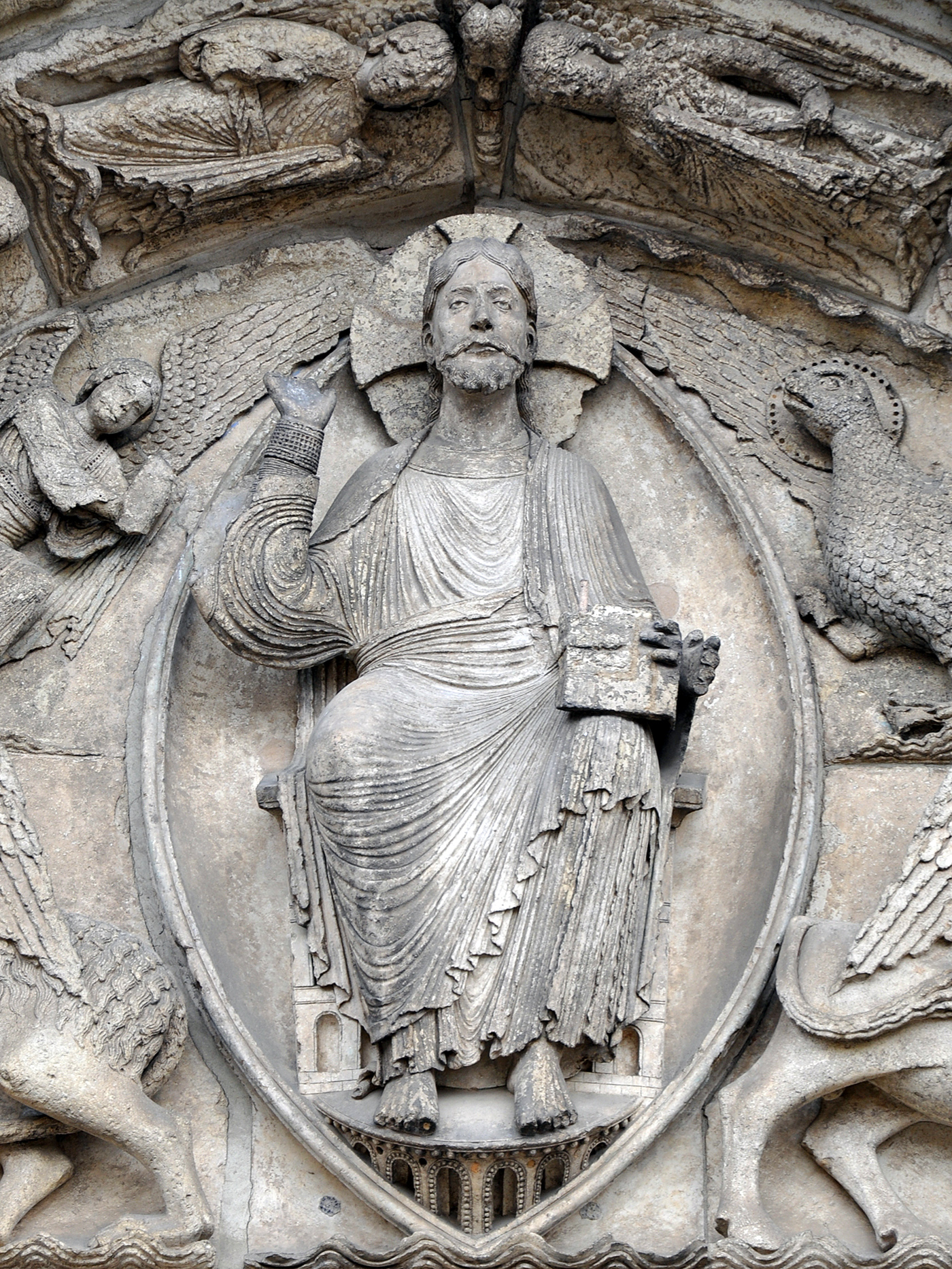
Timpaan van het koninklijke portaal van de kathedraal van Chartres, ca. 1145
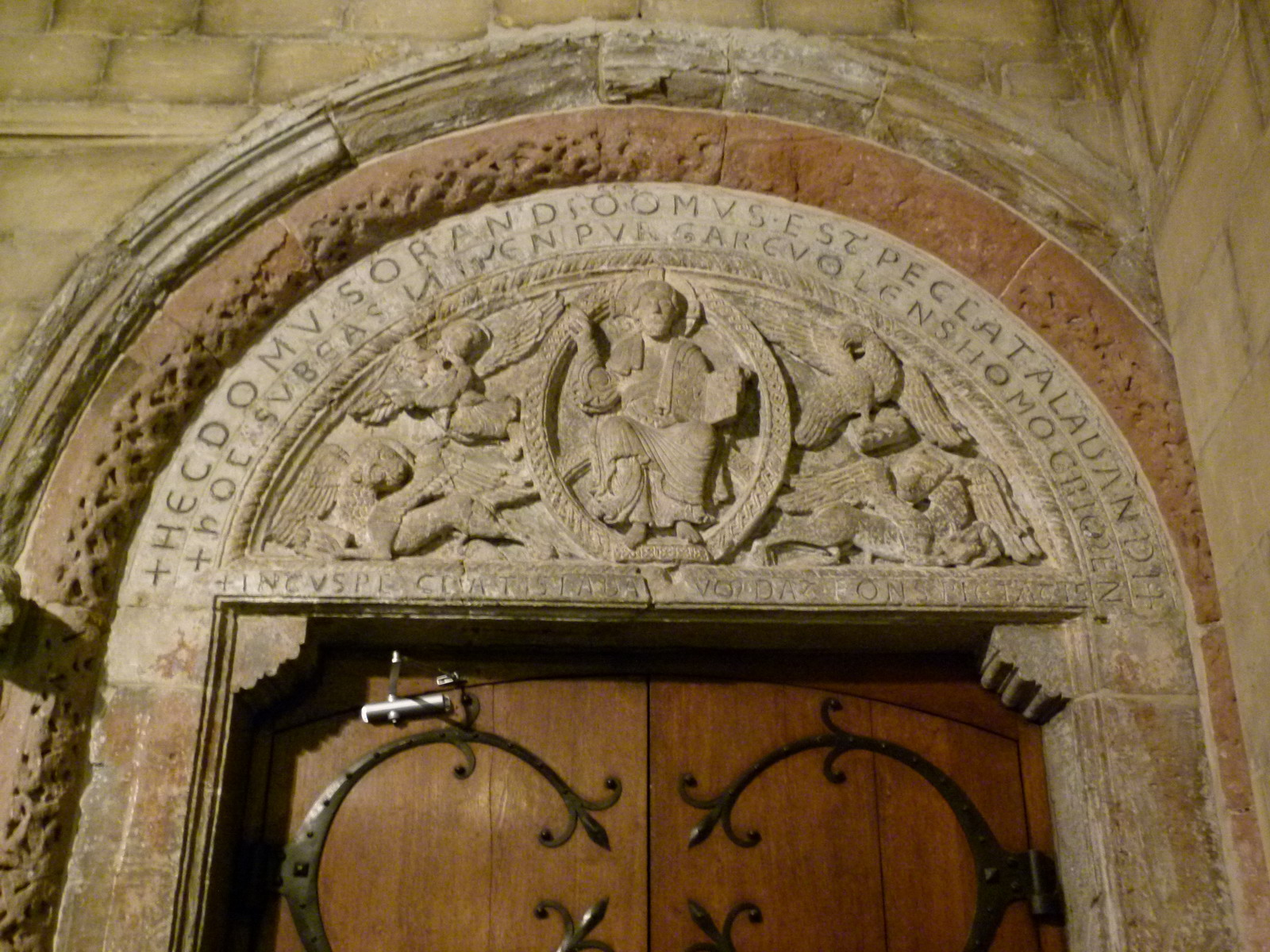
Timpaan van het noordoostportaal van de Sint-Servaasbasiliek in Maastricht, ca. 1150